# Гроувленд (Каліфорнія)
Гроувленд (англ. Groveland) — переписна місцевість (CDP) в США, в окрузі Туолемі штату Каліфорнія. Населення — 540 осіб (2020).

## Географія
Гроувленд розташований за координатами 37°49′40″ пн. ш. 120°14′38″ зх. д. / 37.82778° пн. ш. 120.24389° зх. д. (37.827746, -120.243816).  За даними Бюро перепису населення США в 2010 році переписна місцевість мала площу 24,78 км², з яких 24,76 км² — суходіл та 0,02 км² — водойми.

## Демографія
Згідно з переписом 2010 року, у переписній місцевості мешкала 601 особа в 277 домогосподарствах у складі 166 родин. Густота населення становила 24 особи/км².  Було 353 помешкання (14/км²).
Расовий склад населення:
| - 90,2 % — білих - 1,5 % — корінних американців - 1,5 % — азіатів - 0,3 % — вихідців з тихоокеанських островів - 0,3 % — чорних або афроамериканців - 2,8 % — осіб інших рас |

До двох чи більше рас належало 3,3 %. Частка іспаномовних становила 8,2 % від усіх жителів.
За віковим діапазоном населення розподілялося таким чином: 15,3 % — особи молодші 18 років, 65,7 % — особи у віці 18—64 років, 19,0 % — особи у віці 65 років та старші. Медіана віку мешканця становила 49,6 року. На 100 осіб жіночої статі у переписній місцевості припадало 104,4 чоловіків;  на 100 жінок у віці від 18 років та старших — 106,1 чоловіків також старших 18 років.
За межею бідності перебувало 30,6 % осіб, у тому числі 8,4 % дітей у віці до 18 років та 34,1 % осіб у віці 65 років та старших.
Цивільне працевлаштоване населення становило 205 осіб. Основні галузі зайнятості: мистецтво, розваги та відпочинок — 33,7 %, оптова торгівля — 21,0 %, роздрібна торгівля — 8,8 %, освіта, охорона здоров'я та соціальна допомога — 6,8 %.